# Trionymus insularis
Trionymus insularis är en insektsart som beskrevs av Edward MacFarlane Ehrhorn 1916.
Trionymus insularis ingår i släktet Trionymus och familjen ullsköldlöss. Inga underarter finns listade i Catalogue of Life.